# COM Interop
COM Interop은 닷넷 프레임워크(.NET Framework)에서 공통 언어 런타임(CLR)에 포함된 컴포넌트 오브젝트 모델(COM) 개체를 상호 운용할 수 있게 만드는 기술이다. COM Interop은 COM 컴포넌트의 수정 없이 액세스할 수 있는 기능을 제공하며, COM 타입의 개체를 .NET 타입의 개체에 대응하도록 시도한다. 그리고 COM Interop는 COM 개발자들이 COM 개체에 액세스하는 것만큼 쉽게 관리 개체에 액세스할 수 있도록 허용한다.
닷넷 프레임워크는 COM 컴포넌트가 등록되면 형식 라이브러리와 레지스트리 엔트리를 생성한다.